# セニョリータ健蔵
セニョリータ健蔵（セニョリータけんぞう、1977年12月8日 - ）は、佐賀県出身の元お笑い芸人。本名は渡辺 健太（わたなべ けんた）。ニュースタッフエージェンシーに所属していた。身長181cm、体重60kg。

## 人物
- 血液型AB型、両利き[2]。
- 趣味はギター、釣り。
- 特技は剣道、バスケット。
- 少なくとも1997年以前にデビュー[3]。
- 2002年に引退。その後は、ピザ屋の店長として働く[4]。
- 引退後もアマチュアとして、何回かR-1ぐらんぷりに出場していた[5][6][7]。

## 出演番組

### テレビ
- 爆笑オンエアバトル（NHK総合）戦績0勝2敗 最高197KB[1]